# Jean Girault (homme politique)
Pour les personnes ayant le même patronyme, voir Girault.
Jean Girault, né le 11 octobre 1825 à Saint-Amand-Montrond et mort le 16 avril 1909 à Bruère-Allichamps, est un meunier et homme politique français du XIXe siècle.

## Biographie
Comme son père et son grand-père, Jean Girault était meunier près de Saint-Amand, au lieu-dit du Moulin des Forges. En mars 1848, au lendemain de la Révolution française de 1848, il rejoignit le comité démocratique de Saint-Amand et se fit connaître pour ses discours de tendance démocrate-socialiste.

Provisoirement retiré de la scène politique après le Coup d'État du 2 décembre 1851, il se lança dans l'industrie agricole, reprenant l'usine du moulin de Bordes et créant une société dans laquelle il était associé à son frère et à son beau-père. C'est dans cette usine que Girault fut victime d'un grave accident en 1866, la chute d'un sac lui ayant tordu la colonne vertébrale. Il survécut mais resta paraplégique.

Quelques années plus tard, il liquida ses parts dans la société du moulin de Bordes et afferma le moulin des Forges, ne gardant que celui qu'il possédait à Guélong.
Nommé maire d'Allichamps en 1867, Girault annonça sa candidature aux élections législatives de 1869. Candidat de l'opposition démocratique, il fit publier sa profession de foi en octobre 1868. Dans ce document, il se présentait comme « un membre de la grande famille ouvrière, agricole et industrielle » et proposait des mesures sociales, telles que la suppression de l'octroi et des droits réunis, la suppression de la patente pour les artisans les moins aisés, la création de banques agricoles, la mise en place de pensions pour les invalides, et la création d'un impôt sur le capital. Devançant le candidat officiel dès le premier tour du scrutin, Girault fut élu député du Cher. Invalidé lors de la vérification de ses pouvoirs en raison de ses convictions socialistes, il renversa la situation par son éloquence et fit changer d'avis un grand nombre des membres du Corps législatif qui contestaient son élection. Ainsi validé, il siégea dès lors dans les rangs de l'opposition de gauche, où il combattit la politique du régime impérial.
Battu aux élections législatives de 1871, il devint, cette même année, conseiller général du canton de Saint-Amand.

Il ne fut réélu député qu'en 1876, après avoir battu le baron Lucien Corvisart. S'étant rapproché de l'Union républicaine de Léon Gambetta, il fut l'un des signataires du manifeste des 363 lors de la crise du 16 mai 1877, à l'issue de laquelle il fut réélu. Membre du groupe parlementaire de Gambetta, dont il approuvait la politique pragmatique de rassemblement républicain, Girault vota cependant régulièrement avec les radicaux, notamment en faveur de l'amnistie plénière et de la séparation de l'Église et de l'État.

Mais c'est bien en tant que candidat présenté par les républicains opportunistes que Girault fut élu sénateur en 1885, contre le socialiste Armand Bazille. Régulièrement réélu à ce poste, qu'il conserva jusqu'à sa mort, il siégea dans le groupe de la Gauche démocratique. Resté fidèle à ses convictions, il y défendit des idées d'avant-garde telles que la progressivité de l'impôt et l'instauration d'un système de sécurité sociale en faveur des travailleurs.
La ville de Saint-Amand-Montrond a rendu hommage à Jean Girault en donnant son nom à une place et en lui élevant en buste, œuvre du sculpteur Gaston Dintrat.